# HD 184958
HD 184958，又名BD+70 1073，SAO 9447、HR 7450，是一颗恒星，视星等为6.07，位于銀經102.62，銀緯22.41，其B1900.0坐标为赤經19h 31m 48.3s，赤緯+70° 22.41′ 19″。